# Remi Smits
Remi Smits, né le 26 août 1921 à Ixelles et mort le 3 septembre 2001 à Bruxelles, est un artiste polyvalent (décorateur, peintre, dessinateur, illustrateur, cartonnier, sculpteur) belge.

## Biographie
Remi Smits se forme à l'École Saint-Luc de Molenbeek et Schaerbeek, à l'Académie royale des beaux-arts de Bruxelles et à l’Académie de Molenbeek. 
Il est professeur de 1948 à 1986 à l'école des arts d'Ixelles.
D'abord sculpteur, il est aussi décorateur de stands lors d'expositions, en Belgique et à l'étranger mais aussi pour des pavillons, comme lors de l'exposition universelle de Bruxelles, en 1958.
En parallèle, il a pendant toute sa carrière, utilisé le dessin et la peinture pour exprimer son art et est un pionnier de l'aluchromie et de la résichromie.

## Le cartonnier de tapisseries
De 1962 à 1986, il est cartonnier de tapisseries pour le maître tapissier Georges Chaudoir, dernier haut-lissier bruxellois, ainsi que pour la manufacture Gaspard De Wit de Malines.
La tapisserie et la laine en particulier est son matériau de prédilection, au vu du nombre d'années consacrées aux œuvres de ce type qui sont aussi par essence décoratives et monumentales.

## Le décorateur
Il est l'auteur des peintures murales monumentales à destination des bâtiments du Ministère des travaux publics et de la reconstruction.
Il a, entre autres, réalisé des mosaïques et des vitraux.

## Ses rétrospectives
- 1981 : à l'Abbaye de Forest
- 1990 : à Bruxelles, salle des métiers d'art
- 1997 : à Auderghem, au Rouge-Cloitre

## Expositions personnelles
Ses expositions furent nombreuses, en Belgique et à l'étranger

## Expositions collectives
Il exposa souvent également en Belgique et à l'étranger, principalement dans le cadre de cercles d'art.
- Cercle Eugène Simonis à Koekelberg
- Groupe Art et Réalité
- Cercle d'art d'Ixelles (anciennement cercle Emile Bouilliot)
- Cercle Alfred Bastien à Auderghem
- Les Métiers d'art du Brabant
- Groupe L'ébauche
- Cercle Jecta à Jette
- Groupe Parabole x à Boitsfort

et d'autres plus confidentiels.